# Lepidopterolog

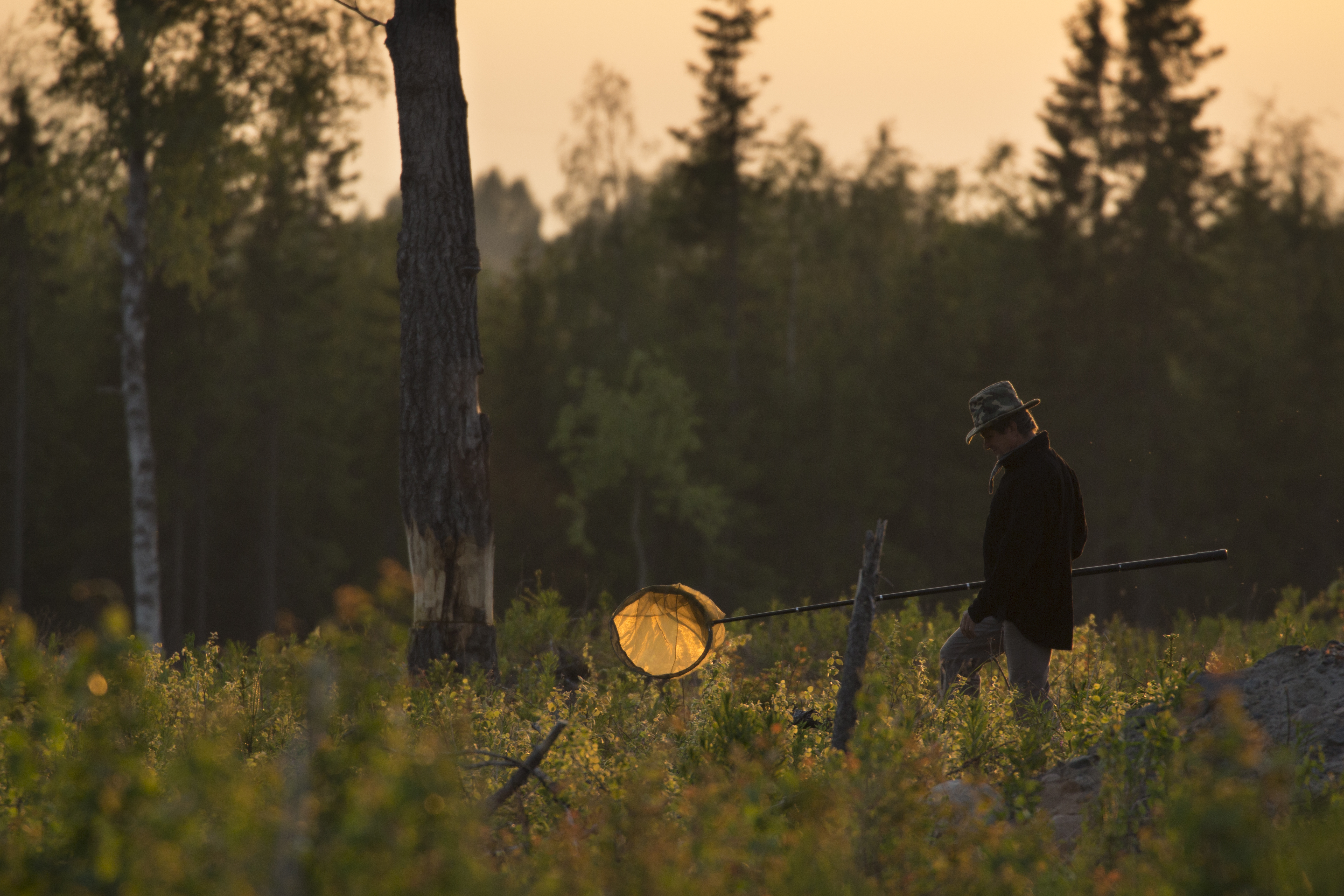
Lepidopterolog przy pracy

Lepidopterolog – naukowiec zajmujący się badaniem owadów z rzędu motyli (Lepidoptera). Jedna z popularniejszych specjalności entomologii. W badaniach terenowych lepidopterolodzy posługują się tradycyjnymi akcesoriami entomologicznymi, m.in. siatką entomologiczną i metodami odłowu do światła.